# Lomanoxoides nigrolineatus
Lomanoxoides nigrolineatus är en skalbaggsart som beskrevs av Hinton 1938. Lomanoxoides nigrolineatus ingår i släktet Lomanoxoides och familjen Aphodiidae. Inga underarter finns listade i Catalogue of Life.